# Cantón Huamboya
Huamboya una ciudad Fundada en medio de la Selva Amazónica Ecuatoriana el 6 de mayo de 1970, por los señores: Carlos Aurelio Quezada Narváez, Rogelio Patiño, Deifilio Narváez y su hijo Washington Narváez, con el respaldo del CREA y voluntarios del Cuerpo de Paz (Peace Corps). Fue reconocido como parroquia de Palora en 1982 y fue inscrito en el Registro Oficial como nuevo Cantón de la provincia de Morona Santiago en Ecuador el 2 de enero de 1991, tiene una población de 8.466 habitantes.  Su cabecera cantonal es la ciudad de Huamboya. El centro cantonal se halla a una altitud de 1047msnm. Como parte de la amazonía ecuatoriana tiene un clima tropical y lluvioso casi todo el año, por lo que favorece el desarrollo de la agricultura y ganadería como principal fuente de ingresos económicos para sus habitantes.

## Extensión y límites
El cantón Huamboya tiene una extensión de 653km2. Sus límites son:
- Al norte con el canton Palora y Pablo Sexto.
- Al sur con el cantón Morona.
- Al este con el cantón Taisha.
- Al oeste con el canton Pablo Sexto.

## División política
Huamboya se divide en dos parroquias:

Parroquia Urbana
- Huamboya (cabecera cantonal).

Parroquias Rurales
- Chiguaza.